# Medicinarklubben Thorax
Medicinarklubben Thorax rf. är ämnesföreningen för svenskspråkiga medicine-, odontologie- och veterinärmedicinstuderande vid Helsingfors universitet. Medlemsantalet är c:a 200.
Thorax huvuduppgifter är dels att slå vakt om studerandes intressen, dels att ordna program och fester för medlemmarna. Thorax påverkar både inom fakulteten och på riksplanet, då genom Finlands Medicinarförbund. 
Höjdpunkten i Thorax verksamhet och Thorax flaggskepp är det thoracala medicinarspexet, Finlands äldsta spextradition med 60 uppförda spex. Spexet är en parodisk musikteaterpjäs som framförs av aktiva thoracaler. Spexet uppförs 3-4 gånger i Helsingfors, en gång i Vasa, en gång i Åbo och en gång i Göteborg där medicinarcorpsen tar emot. Medicinarkören Notknackarna uppför sedan 1970-talet repertoar ur spexen.